# Junttan
Junttan Oy финский производитель гидравлического сваебойного оборудования, сваебойных установок, многоцелевых сваебойных и буровых установок, а также гидравлических ударных молотов, вращающихся головок и силовых агрегатов.

## История
Junttan Oy имеет более чем 40-летний опыт разработки и производства ведущего в отрасли сваебойного оборудования. Корни Junttan уходят в 1960-е годы в финскую учредительную компанию Savon Varvi. Junttan Oy была основана в 1976 году Пентти Хейноненом, а первая гидравлическая буровая установка была построена в 1979 году.

### 1970-е
- Компания Junttan основана в 1976 году.
- Первая гидравлическая буровая установка, построенная в 1979 году.

### 1980-е
- Знаменитый модельный ряд Junttan PM 20 выпущен в 1983 году.
- Первые поставки станков Junttan за пределы Финляндии в 1984 г.
- Экспорт в Швецию и Данию начался в 1984 году.
- Первая машина для глубокой стабилизации выпущена в 1988 году.

### 1990-е
- Новая серия гидромолотов HHK-A выпущена в 1993 году.
- Первая большегрузная установка БДМ 26-40 запущена в 1996 г.
- Junttan становится ведущим европейским производителем гидравлических сваебойных установок

### 2000-е
- Новый завод Junttan открылся в 2000 году.
- Новая линейка гидромолотов HHK-S выпущена в 2001 году.
- Новая платформа буровой установки запущена в 2005 г.
- Junttan стал частью группы PiloMac в 2006 году.
- Выпуск самого большого гидравлического молота Junttan HHK 25S в 2007 г.
- Производство 1000-го гидромолота в 2007 г.
- Изготовление 500-й сваебойной установки в 2008 г.
- Переезд на новые производственные площади в 2008 г.

### 2010-е
- Семья Братус стала мажоритарным акционером Junttan Oy в 2010 году.
- Запуск новой серии сваебойных установок PMx и концепции гидравлического молота SHARK в 2010 г.
- Приобретение бизнес-подразделения ExcaDrill по бурению горных пород у Pilomac Oy в 2010 г.
- Приобретение завода по производству компонентов у Komas Oy в 2012 г.
- 40-летие Junttan в 2016 году.

### 2020-е годы
- Запуск первой в мире электрической буровой установки PMx2e, полностью работающей от аккумуляторов[2] в 2021 году.

## Продукты
- Сваебойные установки[3]
- Гидравлические ударные молоты[4]
- Многоцелевые сваебойные машины[5]
- Машины для глубокой стабилизации
- Экскаваторные буровые установки ExcaDrill[6]
- Силовые агрегаты[7]
- Аксессуары для молотков
- Поворотные головки[8]
- Аренда и лизинг[9]
- Сваебойное оборудование б/у[10]